# Catequilla
 (juin 2020).

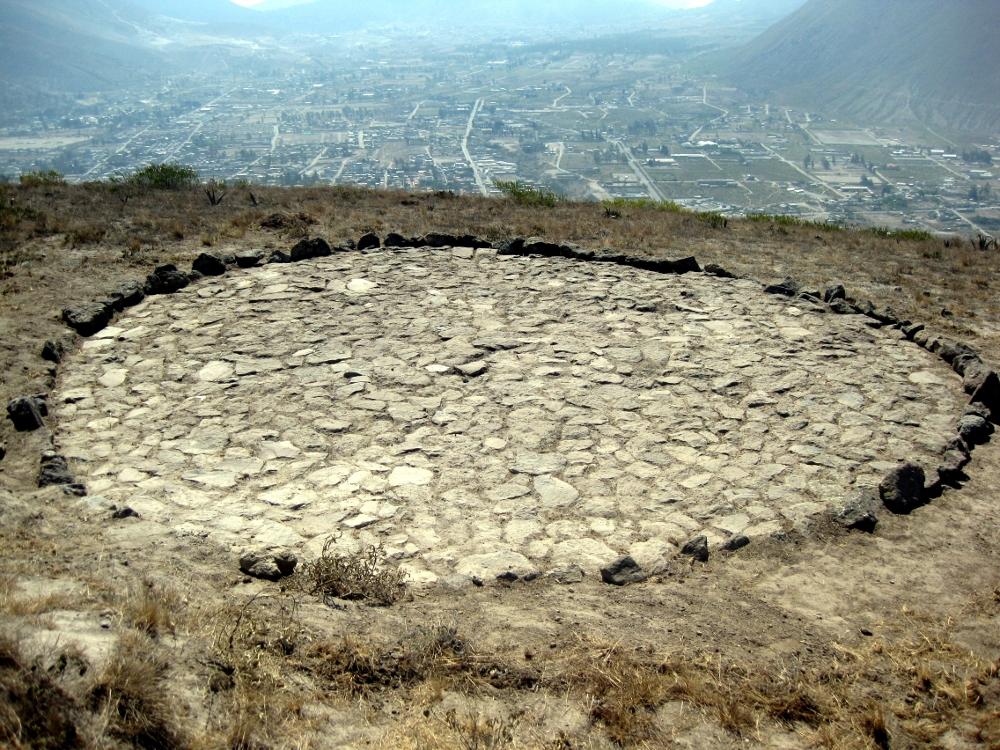
Disque lithique précolombien

Monte Catequilla (également Kati-Killa) est un site archéologique de la vallée de Pomasqui en Équateur. 
Situé dans la paroisse de San Antonio du canton de Quito dans la province de Pichincha, il a une altitude de 2 638 m, et est situé au sommet d'une montagne à environ 300 m au-dessus des vallées adjacentes. 
Attribué à la culture précolombienne Quitu - Cara, il était vraisemblablement utilisé comme observatoire astronomique avant même l'arrivée des Incas, et est le seul site préhispanique des Amériques situé précisément à l'équateur terrestre. 

## Histoire
Le mot Catequilla viendrait d'un mot Quechua signifiant "disciple de la lune". Sa construction, vers 800 apr. J.-C., est attribuée à la culture Quitu-Cara.  

## Description

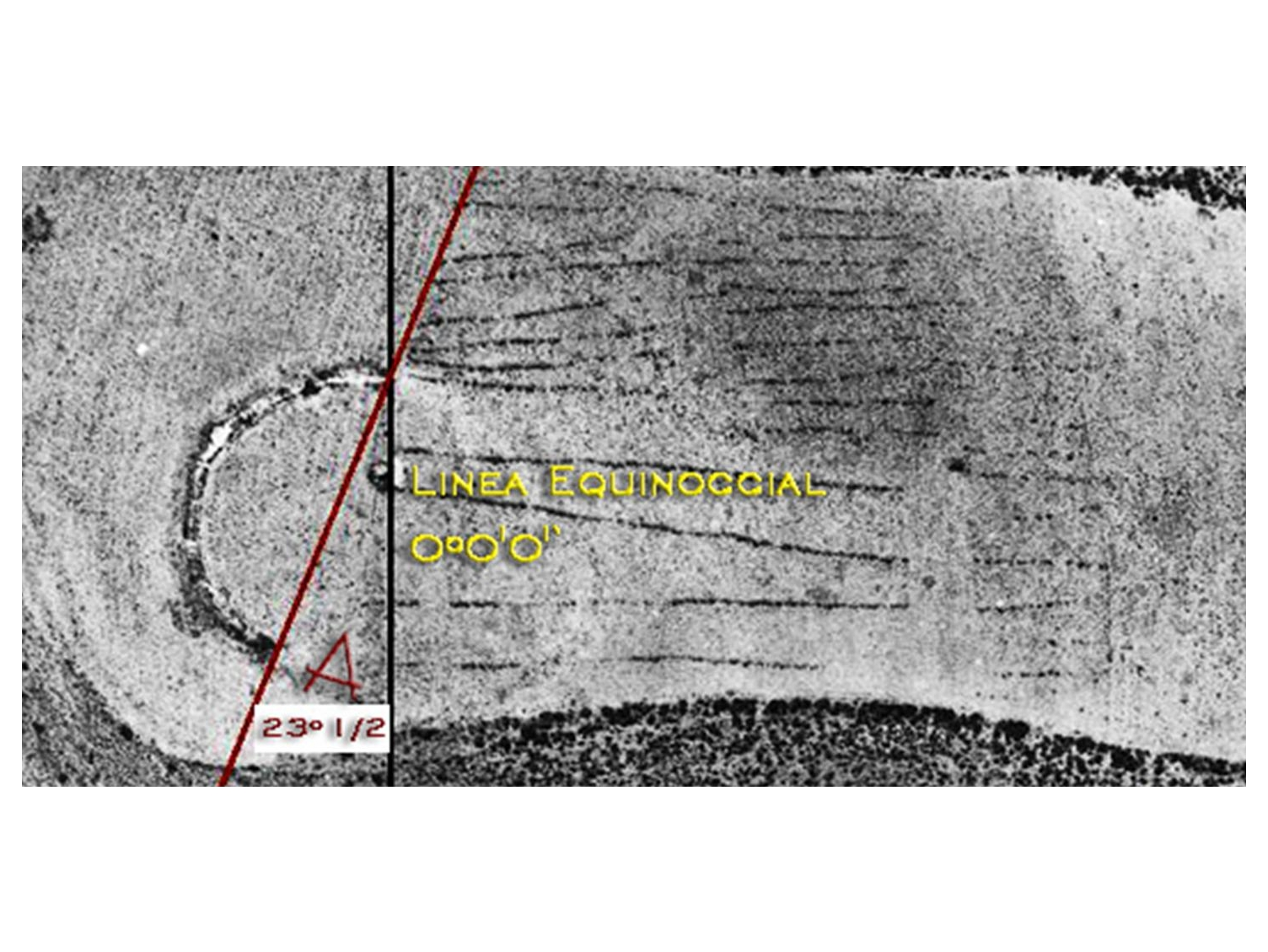
Orientation du demi-cercle de Catequilla

Le site se compose d'un mur semi-circulaire de 107 m de longueur avec un diamètre de 68 m, bien qu'aucune caractéristique architecturale claire ne montre avec précision la position exacte de ses extrémités. Son extrémité est touche l'équateur réel, tandis que l'extrémité ouest se situe légèrement plus au nord, l'arc du demi cercle étant lui-même bombé vers le nord. L'axe tracé par ses deux extrémités est donc incliné à l'azimut 113 degrés, côté est, et 293 degrés, côté ouest. Cet axe désigne ainsi de façon remarquable, à 1/2 degré près, le lever du soleil lors du solstice du 21 juin, côté est, et le coucher du soleil lors du solstice du 21 décembre, côté ouest. 
La hauteur du mur varie entre 25 cm et 1,2 m, mais compte tenu des débris entassés à son pied, le mur pouvait peut-être atteindre plus de 2 mètres de haut à sa construction. Au nord-ouest du site, se trouve un disque lithique (une plate-forme circulaire remplie de pierre) de 8 m de diamètre, composé principalement de maçonnerie en pierre. Il comporte trois lignes de pierres. Situé sur une colline , il se trouve à proximité d'une ancienne source aujourd'hui tarie. 
Avec les cercles de pierres de Jarata et Pacpo au sud, il forme une ligne droite le long de laquelle l'ombre des montagnes tombe pendant le solstice de juin. Alors que de nombreux peuples autochtones croient aujourd'hui que le but de ces cercles était de fournir une surface plane solide pour le battage du blé et d'autres céréales, plusieurs alignements astronomiques et géodésiques ont été détectés, remettant en question la validité de cette théorie. Après plusieurs fouilles archéologiques par Oswaldo Tovar, de nombreuses céramiques ont été déterrées de l'époque inca et coloniale. Il a longtemps été abandonné, et des opérations minières menées dans la région ont failli le faire disparaître.  
Il est situé très précisément sur l'Équateur terrestre, à la différence du monument commémoratif et touristique nommé El Mitad del Mundo, construit en 1979 sur le site établi par la mission française qui avait déterminé le tracé de l'Équateur entre 1735 et 1745. Ce dernier site se situe en effet, d'après les coordonnées GPS actuelles, à près de 240 m de l'Équateur réel.  
En 2011, Catequilla serait « le seul site pré-inca important en Équateur à avoir été exploité commercialement ». 
La pucara inca (forteresse de pierre) de Rumicucho est située à environ 1 550 m au nord de Catequilla.